# Multiplicador de CPU

Topología de una antigua computadora x86. Nótese el FSB conectando la CPU y el puente norte.

En computación, el multiplicador de CPU (o multiplicador de reloj o relación bus/núcleo) mide la relación entre el reloj de la CPU y el reloj externo. Una CPU con un multiplicador de 10x tendrá entonces 10 ciclos internos (producidos por un circuito multiplicador de frecuencia basado en PLL) por cada ciclo del reloj externo. Por ejemplo, un sistema con un reloj externo de 133 MHz y un multiplicador de reloj de 10x tendrá un reloj de CPU interno de 1,33 GHz. Los buses externos de direcciones y datos de la CPU (a menudo agrupados como front side bus o FSB en las PC) también usan el reloj externo como reloj base; sin embargo, estos también pueden usar un multiplicador (más pequeño) para la frecuencia base (típicamente 2x o 3x) para obtener transferencias de datos más rápidas.
La frecuencia interna del procesador está usualmente basada en la frecuencia del FSB. Para calcular la frecuencia interna de la CPU se multiplica la frecuencia del bus por un número llamado multiplicador de reloj. Es importante destacar que para el cálculo, la CPU usa la frecuencia real del bus y no la frecuencia efectiva. Para determinar la frecuencia real del bus para procesadores que usan buses de tasa de datos dual (DDR, dual-data rate) (AMD Athlon y Duron) y tasa de datos cuádruple (todos los procesadores Intel a partir del Pentium 4) la velocidad efectiva del bus debe dividirse por 2 para AMD y por 4 para Intel. 
Los multiplicadores de reloj en muchos procesadores modernos es fija; normalmente no es posible cambiarla. Algunas versiones de los procesadores tienen los multiplicadores de reloj desbloqueados; en este caso, pueden ser "overclockeados" incrementando el multiplicador de reloj en el programa de configuración de BIOS de la placa madre. Algunas CPU de muestra de ingeniería también pueden tener el multiplicador de reloj desbloqueado. Muchas muestras de calificación de Intel tienen multiplicador de reloj bloqueado en su valor máximo: estas CPU pueden correr a menor velocidad, pero no pueden overclockearse incrementando con un multiplicador más alto de lo previsto en el diseño del procesador. Mientras que estas muestras de calificación y la mayoría de los procesadores de producción no pueden overclockearse por medio del multiplicador de reloj, aún puede hacerse mediante otra técnica diferente: incrementando la frecuencia de FSB.

## Estructura básica del sistema
A partir de 2009, las computadoras tienen varios dispositivos interconectados (CPU, RAM, periféricos, etc, ver diagrama) que normalmente corren a distintas velocidades. Por lo tanto usan búfers y cachés cuando se comunican unos con otros a través de los buses compartidos en el sistema. En las PC, los buses de datos y de direcciones externos conectan la CPU con el resto del sistema a través del "puente norte". Casi todas las CPU de escritorio producidas desde la introducción del 486DX2 en 1992 ha empleado el multiplicador de reloj para correr su lógica interna a una frecuencia más alta que la del bus externo, pero se mantiene sincronizado con éste. Esto mejora las prestaciones de la CPU, apoyándose en memorias caché internas o buses anchos (a menudo también capaces de realizar más de una transferencia por ciclo de reloj) para compensar la diferencia de frecuencia.

### Variantes
Algunas CPU, como el Athlon 64 y el Opteron, manejan la memoria principal usando un bus de memoria de bajo nivel separado y dedicado. Estos procesadores se comunican con otros dispositivos del sistema (incluidos otros procesadores) usando uno o más enlaces HyperTransport de nivel algo más alto; al igual que los buses de datos y de direcciones en otros diseños, estos enlaces utilizan el reloj externo para transferir datos (normalmente 800 MHz o 1 GHz).

### Configuración de BIOS
Algunos sistemas permiten a los usuarios cambiar el multiplicador de reloj en la BIOS. Incrementar el multiplicador de reloj elevará la velocidad del reloj de la CPU sin aumentar la velocidad de reloj de otros componentes. Incrementar el reloj externo (y la velocidad del bus) afectará a la CPU así como también a la RAM y otros componentes.
Estos ajustes proveen dos de los métodos comunes para elevar o disminuir la velocidad de una computadora, quizás combinados con algunos ajustes en los voltajes de la CPU o las memorias (cambiar los cristales osciladores se hace sólo muy raramente); si el "overclockeo" no es cuidadoso puede dañarse la CPU u otros componentes debido al sobrecalentamiento o incluso un corte de corriente. Las CPU más nuevas tienen un bloqueo del multiplicador de reloj, lo que significa que la velocidad del bus o el multiplicador de reloj no pueden cambiarse en el BIOS a menos que el usuario pueda hackear la CPU para desbloquear el multiplicador. Procesadores de alta gama, sin embargo, normalmente tienen el multiplicador desbloqueado.

## Duplicar el reloj
La frase duplicar el reloj" implica multiplicar el reloj por dos.
Ejemplos de CPU con reloj duplicado.
- el Intel 80486DX2, el cual corría a 50 o 66 MHz en un bus de 25 o 33 MHz.
- el Weitek SPARC POWER µP, una versión con reloj duplicado de 80 MHz del procesador SPARC, que de otro modo sería un SPARCStation 2 de 40 MHz.

En ambos casos, la velocidad total del sistema se incrementaba en aproximadamente 75%.[cita requerida]
Para fines de la década de 1990 casi todos los procesadores de altas prestaciones (excluidos los típicos de sistema embebido) corrían a velocidades más altas que sus buses externos, por lo que el término "reloj duplicado" ha perdido gran parte de su impacto.
Para las aplicaciones vinculadas a la CPU, duplicar el reloj mejorará el rendimiento general de la computadora sustancialmente, siempre y cuando la búsqueda de datos en la memoria no resulte ser un cuello de botella. En los procesadores modernos cuyo multiplicador es muy superior a dos, el ancho de banda y la latencia de los circuitos integrados específicos de memoria (o del bus o del controlador de memoria) por lo general se convierten en un factor limitante.